# Third Down, 110 to Go
| Recensione       | Giudizio |
| ---------------- | -------- |
| AllMusic         | [ 2 ]    |
| Robert Christgau | B-       |

Third Down, 110 to Go è il secondo album discografico di Jesse Winchester, pubblicato dall'etichetta discografica Bearsville Records nel novembre del 1972.

## Tracce

### LP
Lato A
Testi e musiche di Jesse Winchester.
1. Isn't That So? – 2:26
2. Dangerous Fun – 2:05
3. Full Moon – 2:04
4. North Star – 2:00
5. Do It – 1:28
6. Lullaby for the First Born – 2:53
7. Midnight Bus – 2:14

Lato B
Testi e musiche di Jesse Winchester.
1. Glory to the Day – 3:44
2. The Easy Way – 1:30
3. Do La Lay – 1:54
4. God's Own Jukebox – 1:41
5. Silly Heart – 2:46
6. All of Your Stories – 2:33

## Musicisti
- Jesse Winchester - voce, chitarra, pianoforte
- Amos Garrett - chitarra, voce
- André Bénichou - chitarra
- Doug Schmolze - chitarra
- Charles Viber - violino
- Gord Fleming - pianoforte
- Bob Boucher - basso
- Jimmy Oliver - basso
- Gene Cotton - basso
- Norman D. Smart - batteria
- Ron Frankel - batteria
- Sam Kelly - congas, bongos
- Don Abrams - percussioni

Note aggiuntive
- Jesse Winchester - produttore (eccetto brani: Midnight Bus / Glory to the Day / Silly Heart)
- Todd Rundgren - produttore (solo nei brani: Midnight Bus / Glory to the Day / Silly Heart)
- Registrazioni effettuate al Les Studios Andrè Perry di Montreal (Canada) ed al Eastern Sound di Toronto (Canada)
- Michel Lachance - ingegnere delle registrazioni
- Juan Rodriguez - concept copertina album
- Richard Navin - design album
- Henri Dupond - fotografie
- Ringraziamenti: Leslie, Curly Nickford, Paul Fishkin, Stan and Lou, and David the Candlemaker
- Juan Rodriguez - note retrocopertina album[4]

## Classifica
Album
| Anno | Classifica    | Posizione raggiunta |
| ---- | ------------- | ------------------- |
| 1973 | Billboard 200 | 193                 |